# Kingsland, Texas
Kingsland là một nơi ấn định cho điều tra dân số (CDP) thuộc quận Blanco, tiểu bang Texas, Hoa Kỳ. Năm 2010, dân số của nơi này là 6030 người.